# Belmont Motors Corporation

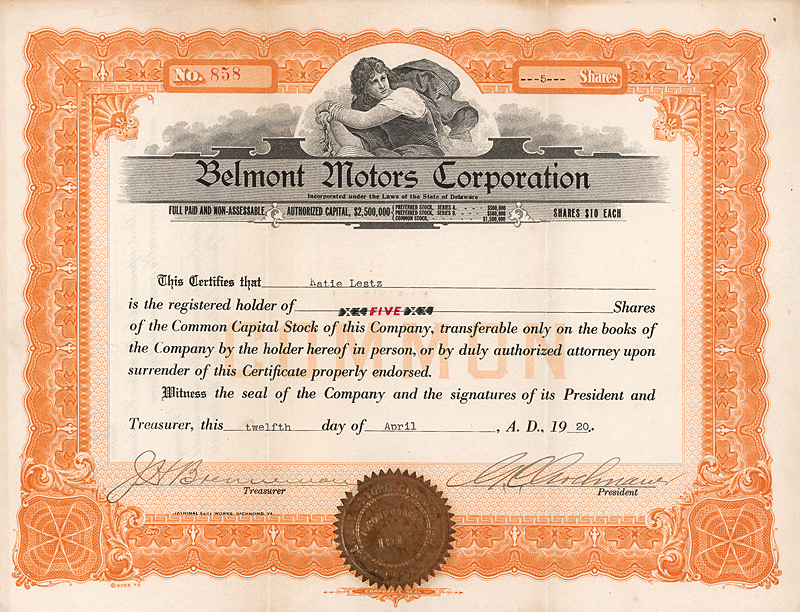
Aktie der Belmont Motors Corp. vom 12. April 1920

Die Belmont Motors Corporation war ein US-amerikanischer Nutzfahrzeughersteller.
Das Unternehmen wurde 1918 in Allentown (Pennsylvania) gegründet zur Herstellung von LKW aus zugekauften Komponenten (sog. Assembled Trucks). Die Produktion lief 1919 mit Nutzfahrzeugen zwischen 0,5 und 3,5 tn. sh. (454 bis 3175 kg) an. Die kleineren Modelle mit einer Nutzlast bis 1,5 tn. sh. (1361 kg) erhielten einen Vierzylindermotor mit 26 bhp (19,39 kW) von Continental.

## Unternehmensgeschichte

### Übernahme von Dile
Bereits im Herbst 1918 übernahm Belmont aus einem Insolvenzverfahren die stillgelegte Dile Motor Car Company in Reading (Berks County, Pennsylvania). Deren einziges Produkt war ein leichter Roadster mit der Bezeichnung Dile Model A gewesen. Durch diese Übernahme gingen auch dessen Markenrechte, Patente, Konstruktionspläne und Lagerbestände an Belmont, was zu Spekulationen führte, dass der Lastwagenbauer auch in die Personenwagenherstellung diversifizieren könnte.

### Rückschläge
Im März 1920 war Belmont auf der Suche nach zusätzlichem Kapital; offenbar wurde eine Ausweitung der Produktion ins Auge gefasst. Dazu kam es indes nicht. Bereits angefangene Fahrzeuge wurden zwar fertiggestellt und aus den vorhandenen Bestandteilen wurden so viele weitere montiert, wie offene Bestellungen vorlagen. Danach verfolgte das Unternehmen aber die Pläne für eine PKW-Produktion nicht weiter. Ob bei Belmont Prototypen für einen Dile-Nachfolger entstanden sind, lässt sich nicht mehr feststellen.
Wenige Monate nach dieser Entscheidung wurde das Werk von einem verheerenden Feuer heimgesucht. Erst im Sommer 1922 konnte die LKW-Produktion wieder aufgenommen werden. Zuvor waren die Anlagen der ehemaligen Gerberei North American Tannery in Lewistown für die Nutzfahrzeugherstellung umgebaut worden.

### Modell D Zweitonner
Das kleine Werk bot nun nicht weniger als sechs Baureihen mit Nutzlasten zwischen 0,5 und 3,5 tn. sh. an. Große Erwartungen hegte Belmont in die neue Baureihe Model D, ein LKW mit 2 tn. sh. Nutzlast. Erstmals war hier kein Motor von Continental vorgesehen, sondern ein Vierzylinder von Buda. Davon versprach man sich, in Kombination mit einer neuartigen Führung der Kardanwelle, mehr Laufruhe unter Last. Noch nicht selbstverständlich war, dass elektrische Beleuchtung und Anlasser im Grundpreis eingeschlossen waren. Die größeren Modelle erhielten einen „speziellen“ gusseisernen Kühler.

### Übernahme durch Kearns-Dughie
Der Erfolg am Markt blieb jedoch aus. Bereits 1923 wurde das Unternehmen an den Mitbewerber Kearns-Dughie Motor Company verkauft. Die neuen Eigentümer stellten die LKW-Produktion bei Belmont ein und betrieben das Unternehmen spätestens ab Anfang 1924 noch einige Zeit als Kearns-Niederlassung.